# Matayba retusa
Matayba retusa là một loài thực vật có hoa trong họ Bồ hòn. Loài này được Lundell mô tả khoa học đầu tiên năm 1941.